# Alain Santy
Alain Santy (Lompret, 28 de agosto de 1949) fue un ciclista francés que fue profesional entre 1970 y 1976, durante los cuales consiguió 16 victorias. Es hermano del también ciclista Guy Santy.

## Palmarés
- 1971 
  - 1.º en el Tour de Córcega y vencedor de una etapa
  - 1.º en el Premio de Soignies
- 1972 
  - 1.º en el Critèrium de Aix-en-Provence
- 1973 
  - 1.º en el Premio de Wattrelos
  - 1.º en el Premio de Momignies
  - 1.º en el Tour del Oise
- 1974 
  - 1.º en la París-Camembert
  - 1.º en el Critèrium del Dauphiné Libéré y vencedor de una etapa
  - 1.º en Pléaux
  - 1.º en Serenac
- 1975 
  - Vencedor de 2 etapas de la Estrella de Bessèges
  - 1.º en Le Samyn
  - 1.º en Nantes

### Resultados al Tour de Francia
- 1972. Abandona (7.ª etapa)
- 1973. 31.º de la clasificación general
- 1974. 9.º de la clasificación general
- 1975. Abandona (15.ª etapa)